# LS이링크
LS이링크 주식회사(LS E-Link)는 LS그룹 계열 전기차 충전소 인프라 구축 및 운영업체로, 본사는 서울특별시 용산구 한강대로 92 (한강로2가, LS용산타워) 17층에 있다.

## 역사
2022년 5월 LS와 E1이 각각 60억 원씩 출자하여 설립되었다.
2023년 3월 로젠택배와 전기 택배차량 확대 운영을 위한 충전 인프라 구축 업무 협약을 맺었다.
2023년 5월 전기버스 충전 운영사인 SE모빌리티의 지분 49.9%를 총 430억원에 취득하며 2대주주로 올라섰다. 투자 배경은 전기차 충전 사업을 물류회사에서 운송회사로 확대하기 위한 지분 취득이라고 전해졌다.
2023년 10월 울산 시내버스 운수 회사를 주요 고객으로 하여 전기버스 충전 사업을 영위하는 에너지링크울산을 100억원 출자하여 설립하였다.
2024년 5월 나주 시내버스 운수 회사를 주요 고객으로 하여 전기버스 충전 사업을 영위하는 에너지링크나주를 설립하였다.
2024년 8월 코스닥시장에 상장을 위한 상장예비심사 신청서를 제출하였으나 철회하였다.